# Parafia św. Brata Alberta Chmielowskiego w Kamińsku
Parafia świętego Brata Alberta Chmielowskiego w Kamińsku – parafia rzymskokatolicka znajdująca się w archidiecezji warmińskiej, w dekanacie Górowo Iławeckie.